# Leffrinckoucke
Leffrinckoucke là một xã ở tỉnh Nord trong vùng Hauts-de-France, Pháp.

## Twin towns
Leffrinckoucke kết nghĩa với:
- Węgorzewo in Poland